# Polygonia gracilis

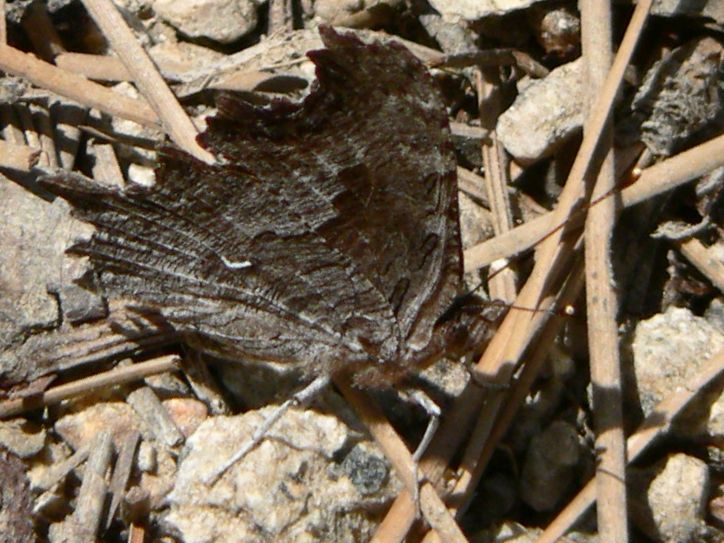
Flügelunterseite

Polygonia gracilis ist ein Schmetterling (Tagfalter) aus der Familie der Edelfalter (Nymphalidae), der in Nordamerika vorkommt.

## Merkmale

### Falter
Die Falter erreichen eine Flügelspannweite von 39 bis 57 Millimeter, die Flügel sind am Außenrand stark gezackt und farblich variabel. Die Flügeloberseite ist dunkel orange-rot, nach innen dunkler. Die gelben submarginalen Flecke vor dem dunkelbraunen Außenrand sind auf den Hinterflügeln stärker ausgeprägt als auf den Vorderflügeln und bei der Unterart zephyrus sind sie meist vergrößert und verlaufen mehr mit der Grundfarbe. Die Flügelunterseite ist grau-braun, die äußere Hälfte ist viel heller als die innere und mehr silber-grau. Bei der Unterart zephyrus sind die Unterflügel blasser.

### Ei
Das Ei hat eine grünliche Farbe. Es wird einzeln, in Gruppen oder in kleinen Haufen an der Unterseite von jungen Blättern der Nahrungspflanze abgelegt.

### Raupe
Die erwachsene Raupe ist schwarz und orange mit orangen Stacheln und einem schwarzen Kopf, der manchmal ein oranges V trägt. Auf der Oberseite ist sie vom Thorax bis zum zweiten Abdomensegment cremeweiß mit dunklen v-förmigen Markierungen und danach bis zum achten Segment orange. An der Seite läuft ein rötliches Band über den Stigmen, das von schwarzen, manchmal weißen, Stacheln unterbrochen wird.

### Puppe
Die Puppe ist meist hellbraun, manchmal grau oder grün getönt. Auf dem Sattel schimmern einige goldene oder silberne Flecke.

## Verbreitung und Lebensraum
Polygonia gracilis kommt im borealen Nordamerika vor. Im Osten nach Süden bis in den Norden der Großen Seen und Neu-England und nördlich bis Neufundland und südlich der Hudson-Bay. Im Westen vom nördlichen Alaska bis ins zentrale Kalifornien und nördliche New Mexico, nach Osten bis in die Rocky Mountains.

## Lebensweise
Polygonia gracilis lebt von den Ausläufen der Gebirge bis zur Baumgrenze in Wälder, an Flussufern und in Buschland.
Die Art bildet meist eine Generation pro Jahr, im südlichen Verbreitungsgebiet auch zwei, die dann etwas heller ist. Die überwinterten Falter legen im Juni ihre Eier ab. Die nächste Generation erscheint im Juli und fliegt bis in den September und überwintert anschließend.
Die Raupen ernähren sich von Johannisbeeren, Westlicher Azalee (Rhododendron occidentale) und Menziesia ferruginea. In Alaska fressen sie oft an Ribes triste und nur selten an Stinktier-Johannisbeere (Ribes glandulosum). Im übrigen Verbreitungsgebiet sind Wüsten-Johannisbeere  (Ribes cereum), Ribes inerme, Ribes montigenum, Sumpf-Stachelbeere (Ribes lacustre) und Blut-Johannisbeere (Ribes sanguineum) nachgewiesen.

## Systematik
Die Unterart Polygonia gracilis zephyrus (Edwards, W. H., 1870) wird von manchen Autoren als eigene Art betrachtet, da sich jedoch mit P. gracilis gracilis in einem breiten Gebiet kreuzt und es eine Übergangsform gibt, wird sie heute meist als eine Art mit zwei Unterarten betrachtet. Außerdem sind die Genitalien nicht zu unterscheiden. Das Gebiet mit der Übergangsform erstreckt sich von Manitoba bis Alaska, einschließlich Washington. Am meisten Kreuzungen gibt es im Gebiet von Kananaskis Country bis Jasper in Alberta. Die Unterart zephyrus kommt ab dem südlichen British Columbia, Saskatchewan und Alberta nach Süden vor.